# Duszniki-Zdrój
Duszniki-Zdrój [duʃˈɲiki ˈzdruɪ̯], tyska: Bad Reinerz, tjeckiska: Dušníky, är en stad och kurort i sydvästra Polen, belägen i distriktet Powiat kłodzki i Nedre Schlesiens vojvodskap. Staden utgör administrativt en stadskommun, med 4 871 invånare i juni 2014. Till stadskommunen hör även vintersportorten Zieleniec.

## Geografi
Duszniki Zdrój ligger vid floden Bystrzyca Dusznicka mellan Stołowebergen, Bystrzyckiebergen och Orlickébergen i Sudeterna. I södra delen av kommunen ligger vintersportorten Zieleniec, omedelbart norr om gränsen mot Tjeckien.

## Kultur och sevärdheter

### Byggnadsverk

#### I staden

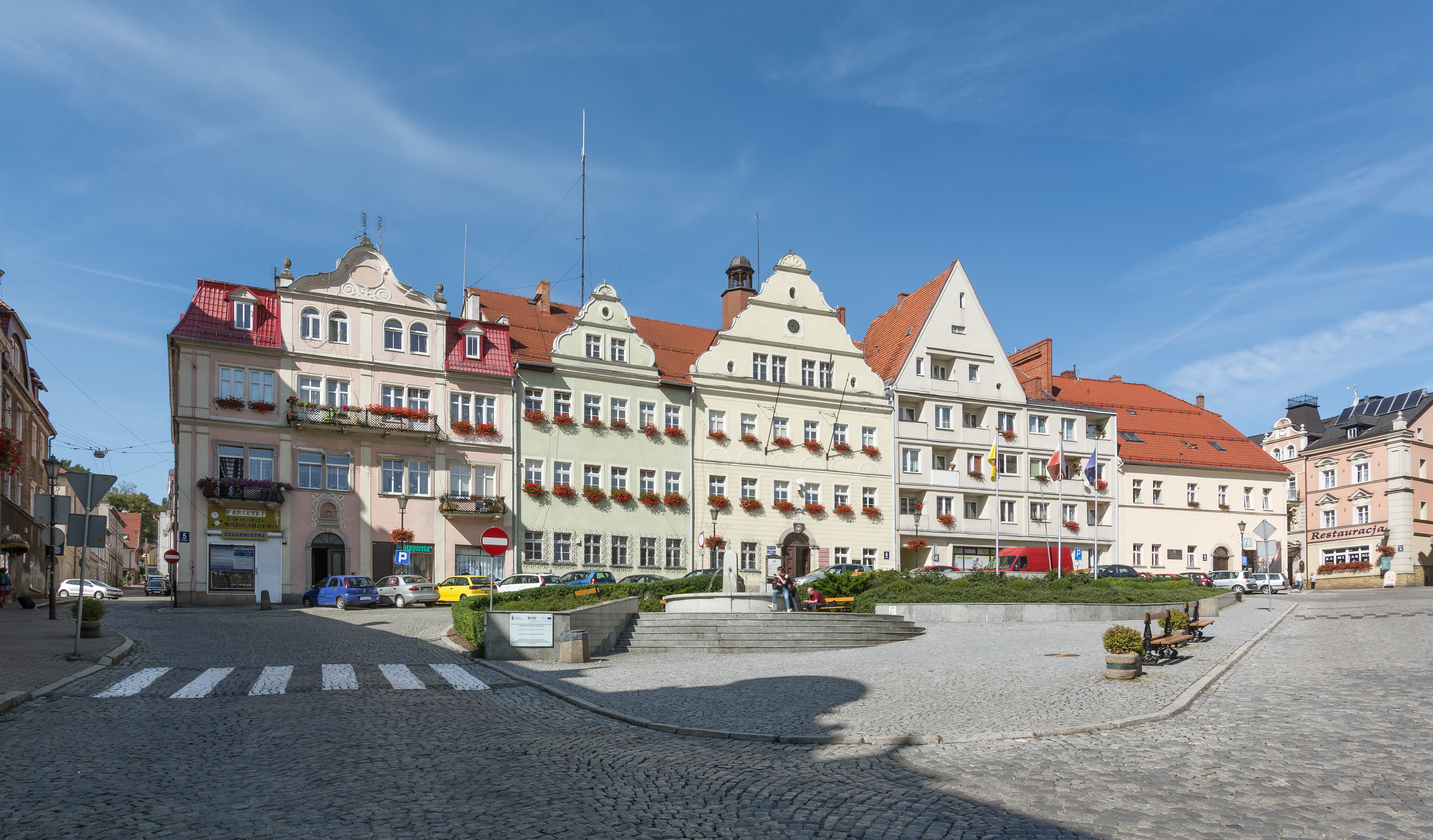
Stora torget.

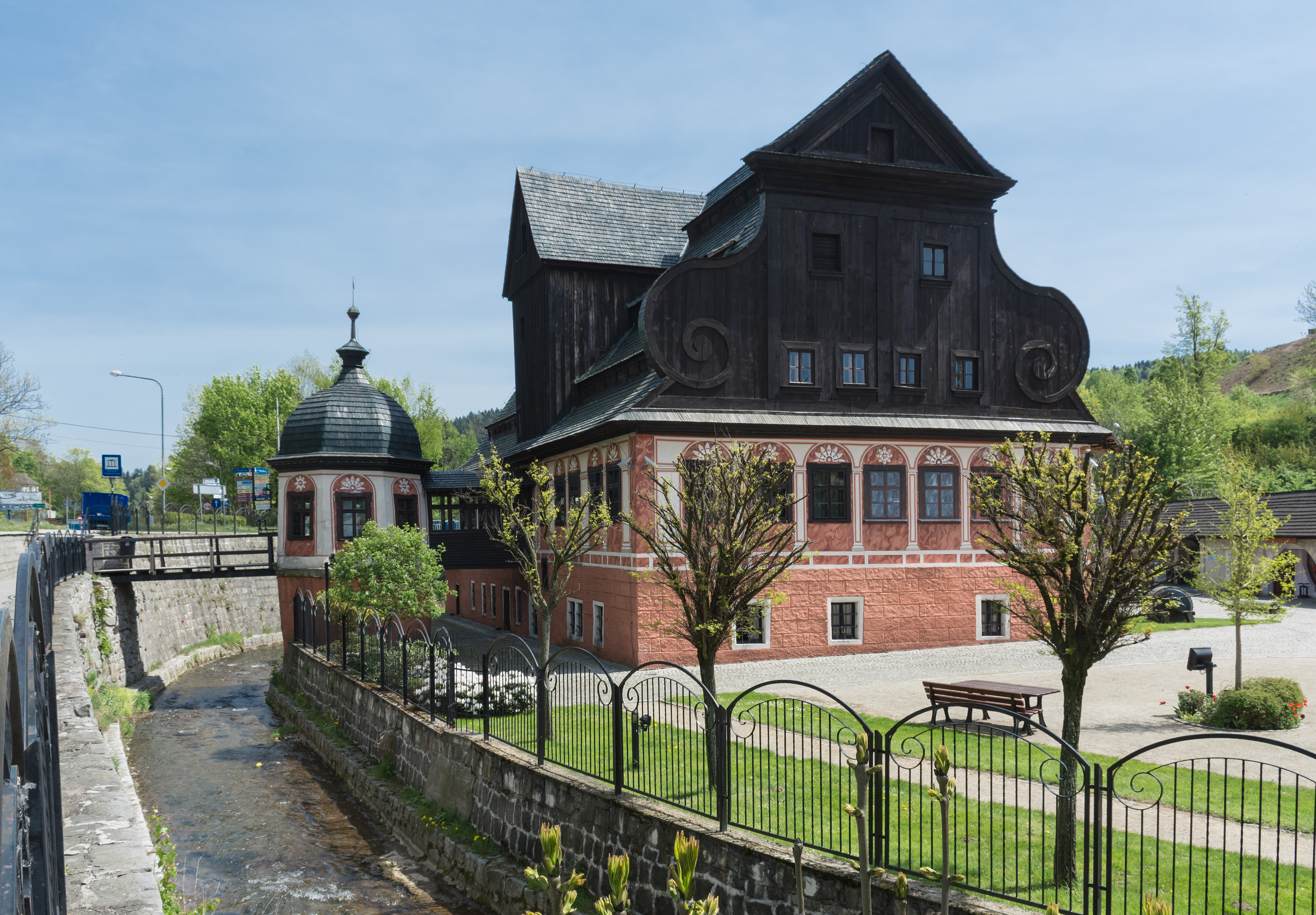
Pappersmuseet.

- Det diagonalt lutande stora torget, med omgivande borgarhus från renässans- och barockepoken. Rådhuset uppfördes 1804, efter att en äldre byggnad brunnit ned.
- Mariakolonnen, med S:t Florianus och S:t Sebastian, skulpterad av Georg Leonhard Weber (1672–1739) år 1725.
- S:t Petrus och Paulus-kyrkan (Kościół ŚŚ. Piotra i Pawła), uppförd 1708–1730 på platsen för en tidigare kyrka. Kyrkan har en välbevarad rik barockutsmyckning.
- Den historiska papperskvarnen, som sedan 1968 inrymmer ett museum om papperstillverkning.
- Den tidigare protestantiska kyrkan, uppförd 1846 av Gustav-Adolf-Verein. Idag används kyrkan av en gammalkatolsk församling. (Kościół Matki Bożej Różańcowej).
- Trefaldighetskapellet på kapellberget, uppfört 1688.

#### Kurbadet
De historiska kurkvarteren ligger omkring 1 kilometer sydväst om stadskärnan.
- Kurteatern från början av 1800-talet renoverades 1997–1999. 1897 uppfördes ett Chopinminnesmärke framför teatern.
- Brunns- och badhuset från första halvan av 1800-talet, tillbyggt i början av 1900-talet.
- Jesu hjärta-kapellet (Kościół Najswiętszego Serca Pana Jezusa) uppfört 1904 efter ritningar av Joseph Ebers, med inredning av Münchenarkitekten Joseph Elsner.
- Franciskanerklostrets kyrka (Kościół Św. Franciszka i Leonarda), uppfördes 1925 och är idag församlingskyrka för kurbadkvarteren.

### Kulturevenemang
Sedan 1946 arrangeras en Chopinfestival i staden, till minne av Frédéric Chopins första utländska konsert här 1826, då orten tillhörde Preussen.

### Vintersport
Till staden hör även vintersportorten Zieleniec, som är den högst belägna i Sudeterna och därför har en för regionen lång snösäsong.

## Kommunikationer
Norr om staden passerar europavägen E67, genom Polen skyltad som nationell landsväg 8. Staden har en järnvägsstation på sidolinjen från Kłodzko mot Kudowa-Zdrój, och trafikeras av regionaltåg på denna linje samt vidare från Kłodzko mot Legnica respektive Jedlina-Zdrój.